# Alsodux
Alsodux es una localidad y municipio español situado en la parte nororiental de la comarca de la Alpujarra Almeriense, en la provincia de Almería. Limita con los municipios de Alhabia, Terque, Bentarique, Santa Cruz de Marchena y Santa Fe de Mondújar en su parte principal, y con Alboloduy, Instinción, Rágol y Canjáyar por el enclave de Montenegro, en pleno parque nacional y natural de Sierra Nevada. Por su término discurren el río Nacimiento y la rambla de Gérgal.

## Toponimia
El nombre de Alsodux, de marcado carácter árabe, ha sido muchas veces traducido como el sexto, derivándose de al-sadis (Con significado de número seis) o de sodux, la forma que dio el dialecto de los andalusíes a un sexto. Estos términos harían una supuesta referencia al orden en el que se encontraba Alsodux en la taha de Marchena. A pesar de que esta teoría es ampliamente rechazada a día de hoy, sí que se puede asegurar la siguiente evolución morfológica: Sodu => Zodux => El Soduz => Alsoduz, deviniendo así en el nombre que utilizamos hoy.

## Geografía física

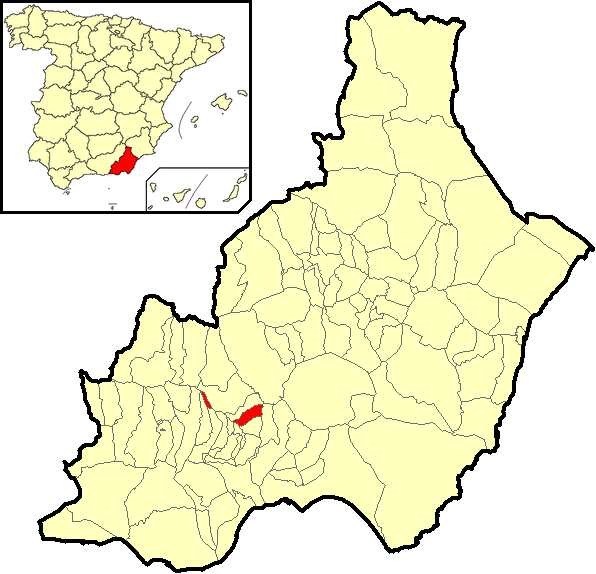
Extensión del municipio en la provincia de Almería

### Situación
Integrado en la comarca de la Alpujarra Almeriense, se encuentra situado a 28 kilómetros de la capital provincial, a 131 de Granada y a 235 de Murcia. El término municipal está atravesado por la carretera A-1075, que conecta la localidad de Huéchar con la autovía A-92 en Nacimiento.
| Noroeste: Rágol, Canjáyar, Alboloduy e Instinción | Norte: Santa Cruz de Marchena | Nordeste: Santa Cruz de Marchena |
| Oeste: Bentarique y Terque                        |                               | Este: Santa Fe de Mondújar       |
| Suroeste: Terque                                  | Sur: Alhabia                  | Sureste: Alhabia                 |

### Riesgos naturales
El municipio de Alsodux todavía no cuenta con un PTEL que cumpla con la Ley 5/2010 sobre autonomía local.

## Naturaleza

### Zonas protegidas
Ubicado en la ladera este de Sierra Nevada, el término municipal de Alsodux cubre parte tanto del Parque Natural de Sierra Nevada; como del Parque Nacional de Sierra Nevada, ocupando este último un 6,66% del total municipal.

## Historia
La primera mención histórica a Alsodux data del siglo XII, cuando Al-Idrisi señaló en sus textos la importancia de la población para la protección del valle del río Nacimiento y el acceso a Guadix. En el año 1232 al-Ándalus empezó a perder poder en la península ibérica, reduciéndose progresivamente hasta llegar al reino nazarí de Granada. En este momento, Alsodux caería en la Taha de Marchena. Durante esta época de dominación árabe, el sustento de la economía era la producción de seda, aceite de oliva y pasas.
Tras la Rebelión de las Alpujarras, la localidad abandonada fue repoblada con un total de 29 vecinos llegados desde Castilla, el Levante español y Andalucía occidental. Alsodux consiguió la independencia de su administración tras la abolición de los señoríos, el año 1835.

## Geografía humana

### Organización territorial
El municipio carece de cualquier otro núcleo de población.

### Demografía
Cuenta con una población de 138 habitantes (INE 2024).
| Gráfica de evolución demográfica de Alsodux entre 1842 y 2021                                                                                                   |
| |
| Población de derecho según los censos de población del INE. Población de hecho según los censos de población del INE.En este censo se denominaba Alsoduz: 1842. |

Distribución de la población según su nacionalidad.
| Nacionalidad | Hombres | Mujeres | Total | %      | Proporción |
| ------------ | ------- | ------- | ----- | ------ | ---------- |
| Española     | 74      | 47      | 121   | 91.7 % |            |
| Extranjera   | 6       | 5       | 11    | 8.3 %  |            |

Según el Instituto Nacional de Estadística de España, en el año 2021 Alsodux contaba con 132 habitantes censados, que se distribuyen de la siguiente manera:
| Unidad poblacional | Hab. |
| ------------------ | ---- |
| Alsodux            | 95   |
| diseminado         | 36   |
| TOTAL              | 131  |

### Economía

#### Evolución de la deuda viva municipal
| Gráfica de evolución de deuda viva del Ayuntamiento de Alsodux entre 2008 y 2019                                |
| |
| Deuda viva del Ayuntamiento de Alsodux en miles de euros según datos del Ministerio de Hacienda y Ad. Públicas. |

## Símbolos
Alsodux cuenta con un escudo y bandera adoptados de manera oficial el 5 de marzo de 2020.

### Escudo
Su descripción heráldica es la siguiente:

Escudo  Español.  Partido:  1º  de  azur,  la  torre  del reloj  de  plata  y  puerta  en  su  color.  2º  de sinople, monte sable fileteado de oro y terrasado al natural, superado de tres flores de azahar de plata, talladas y hojadas de lo mismo, y botonadas de oro. Entado en punta de oro con las letras VI de sable. Al timbre, corona real española cerrada.

### Bandera
La enseña del municipio tiene la siguiente descripción:

Bandera  rectangular  de  proporciones  3:2  (largo  por  ancho),  quinta  en  horizontal:  la  franja central  roja;  sus  dos  contiguas  blancas;  la  superior  verde  y  la  inferior  azul.    Al  centro,  el  Escudo Heráldico Municipal.

## Administración y política
Los resultados en Alsodux de las últimas elecciones municipales, celebradas en mayo de 2023, son:

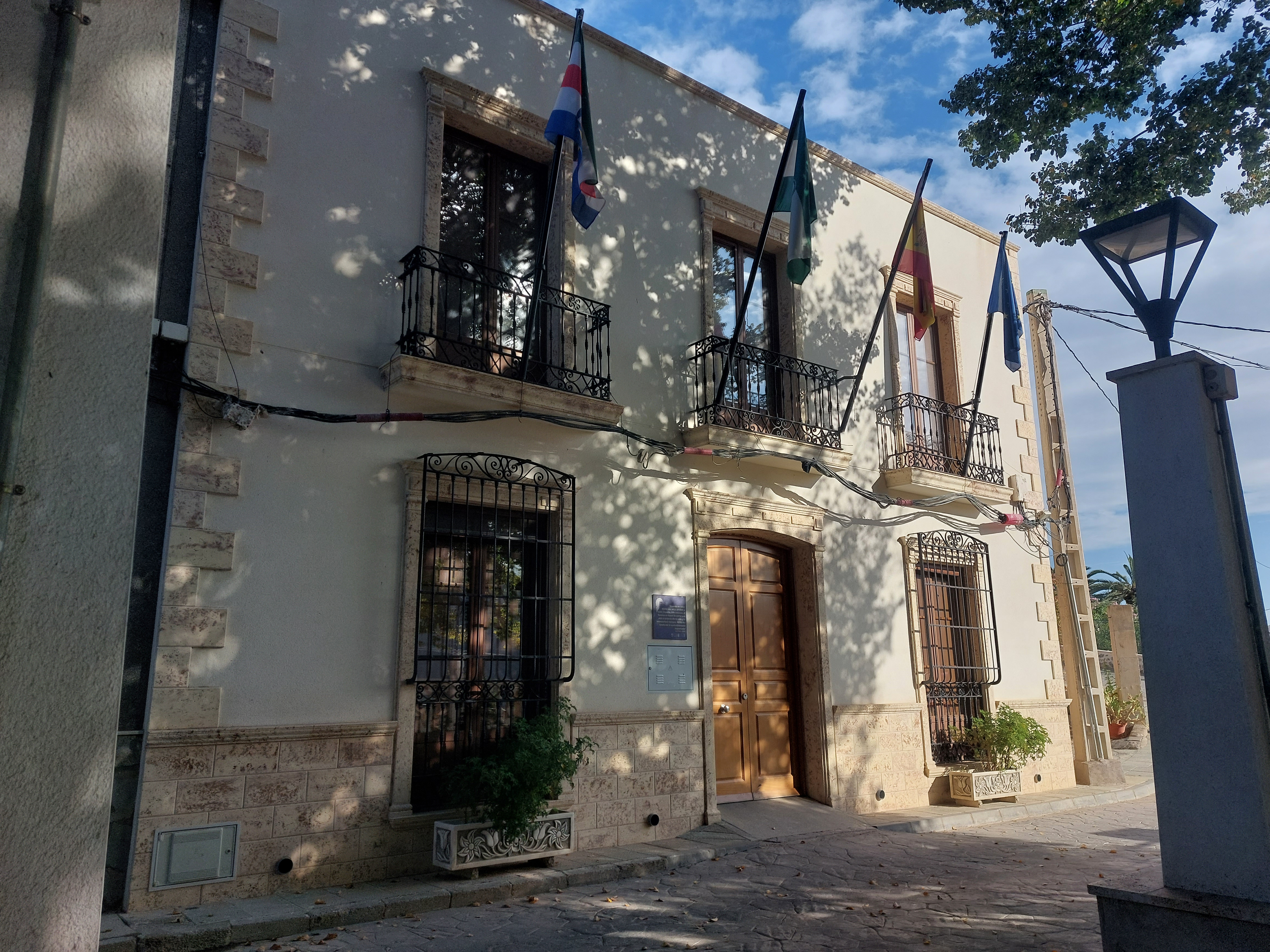
Casa Consistorial de Alsodux

| Elecciones Municipales - Alsodux (2023) | Elecciones Municipales - Alsodux (2023)  | Elecciones Municipales - Alsodux (2023) | Elecciones Municipales - Alsodux (2023) | Elecciones Municipales - Alsodux (2023) |
| Partido político                        | Partido político                         | Votos                                   | Votos                                   | Concejales                              |
| --------------------------------------- | ---------------------------------------- | --------------------------------------- | --------------------------------------- | --------------------------------------- |
|                                         | Partido Socialista Obrero Español (PSOE) | 79                                      | 85,87 %                                 | 5                                       |
|                                         | Con Andalucía                            | 20                                      | 17,86 %                                 | 0                                       |
|                                         | Vox                                      | 19                                      | 16,96 %                                 | 0                                       |
|                                         | PP                                       | 0                                       | 0 %                                     | 0                                       |

| Periodo   | Nombre                                                        | Partido                   |
| --------- | ------------------------------------------------------------- | ------------------------- |
| 1979-1983 | Luis González Molina                                          | UCD                       |
| 1983-1987 | Luis González Molina                                          | Independientes de Alsodux |
| 1987-1991 | José Cirera González                                          | PSOE                      |
| 1991-1995 | José Cirera González                                          | PSOE                      |
| 1995-1999 | Manuel Gil González (1995-1997) José García Soler (1998-1999) | PSOE                      |
| 1999-2003 | José García Soler                                             | PSOE                      |
| 2003-2007 | Amador Sáez Saéz                                              | PP                        |
| 2007-2011 | Amador Sáez Saéz                                              | PP                        |
| 2011-2015 | Manuel Nicolás Cuadra Gómez                                   | PSOE                      |
| 2015-2019 | Manuel Nicolás Cuadra Gómez                                   | PSOE                      |
| 2019-2023 | Manuel Nicolás Cuadra Gómez                                   | PSOE                      |
| 2023-act. | Manuel Nicolás Cuadra Gómez                                   | PSOE                      |

## Cultura

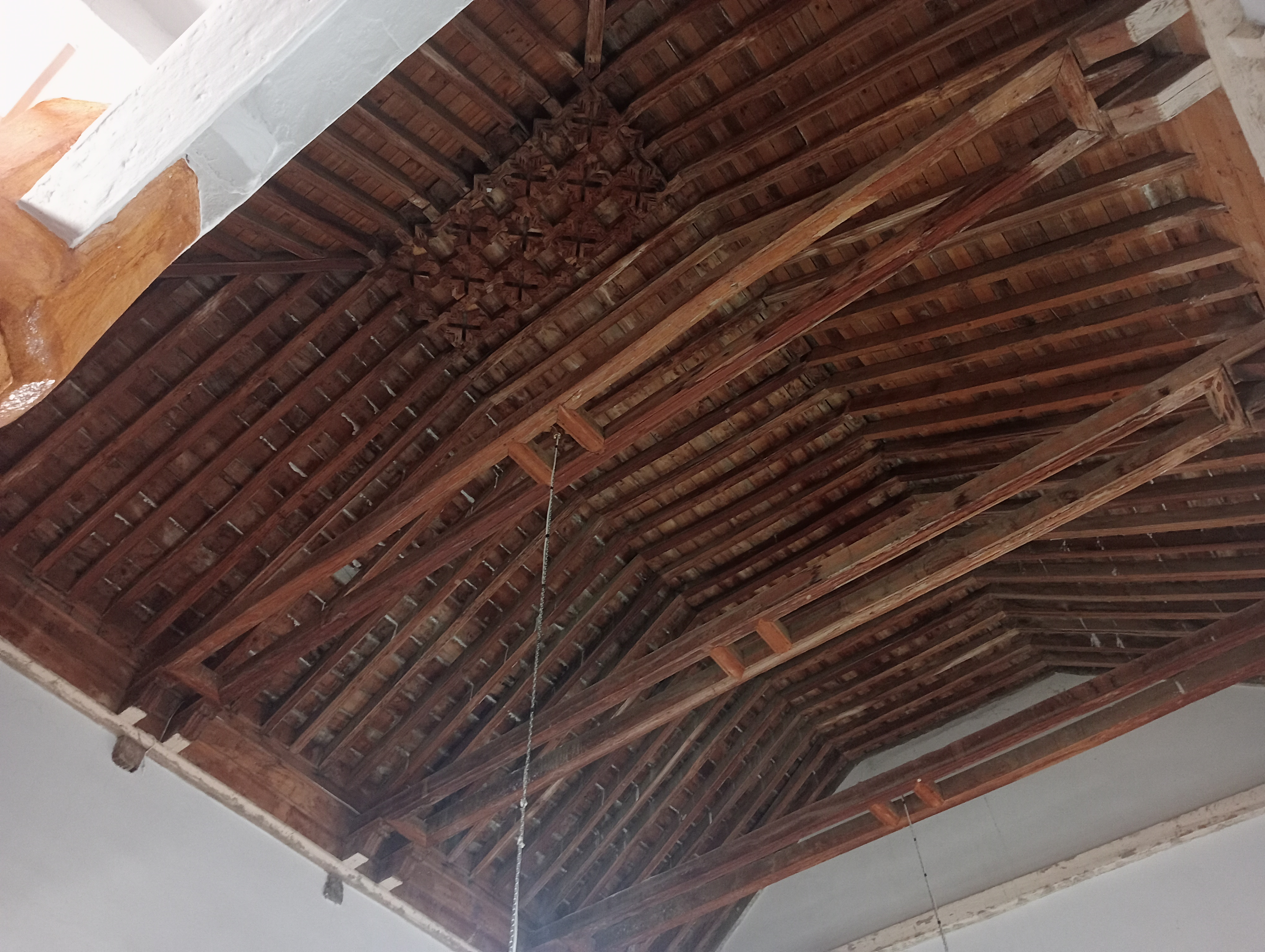
Armazón mudéjar de la iglesia de Alsodux

### Iglesia Nuestra señora de la Anunciación
Templo mudéjar del siglo XVI. Consta de una única nave rectangular y una capilla mayor. No posee grandes elementos decorativos en el interior. Posee una torre campanario ubicado al norte del templo. Destaca la armadura mudéjar del interior a tres aguas y tres paños con cuatro tirantes dobles y cuadrales en dos de sus ángulos. Posee decoración de lacería en la zona del almizate más cercana al coro, con simples estrellas de ocho puntas y aspas entrelazadas. 

### Cortijo de los Gigantes
Cortijo de finales del siglo XIX construido a raíz de la exportación de uva de barco. El edificio se ubica en un cerro y se encuentra incrustado en el mismo. Dispone de dos plantas, la baja que era donde residía el servicio, y la lata, donde vivían los propietarios. Lo más característico del cortijo es el porche, que se encuentra dominado por cuatro arcos de medio punto y recubiertos de ladrillo. En la planta de arriba se encuentran cuatro balcones a eje sobre los porches. 

## Servicios públicos

### Educación
El municipio carece de centros de educación infantil.

### Sanidad
El municipio cuenta con un consultorio médico de atención primaria situado en la calle Clarín s/n, dependiente del Distrito Sanitario de Almería. El servicio de urgencias está en el centro de salud del Alto Andarax en Alhama de Almería.
El área hospitalaria de referencia es el Hospital Universitario Torrecárdenas situado en Almería capital.